# روز یادبود و اندوه

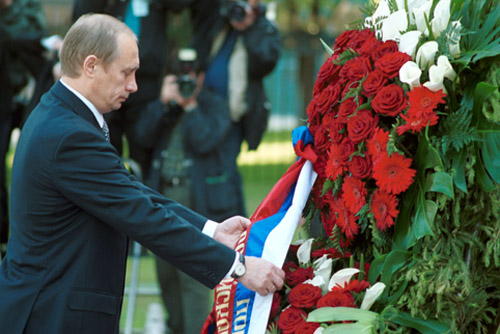
رئیس جمهور روسیه ولادیمیر پوتین نزدیک آتش ابدی روز یادبود و اندوه سال ۲۰۰۰

روز یادبود و اندوه (به روسی: День памяти и скорби) - یک روز ملی در روسیه و کشورهای مستقل همسود است که در آن به قربانیان و سربازان بازنشسته جنگ جهانی دوم ادای احترام می‌کنند. روز یادبود و اندوه هرساله در ۲۲ ژوئن برگزار می‌شود .
در چنین روزی در سال ۱۹۴۱ میلادی آلمان نازی به اتحاد جماهیر شوروی سوسیالیستی در عملیاتی بزرگ حمله کرد. در روسیه جنگ بین اتحاد جماهیر شوروی و آلمان (۱۹۴۱ - ۱۹۴۵) را «جنگ بزرگ میهنی» (به روسی: Великая Отечественная война) می‌گویند.